# Munja
Munja je vidljivo pražnjenje atmosferskog elektriciteta do kojeg dolazi kad određeno područje atmosfere postane električki nabijeno ili se pojavi razlika potencijala dovoljna da savlada otpor vazduha. Najčešće udara iz olujnih oblaka kumulonimbusa. Tokom oluje munja se može pojaviti u oblaku, između oblaka, između oblaka i vazduha te između oblaka i tla.

## Vrste munja
Kugličasta ili loptasta munja oblik je munje dugoga trajanja. Pojavljuje se kao traka svetlećih odsečaka umesto kontinuiranog kanala. Pojavljuje se retko. Uzroci nastanka su nepoznati, a predložene su druge teorije: delovi kanala munje idu ukoso prema promatraču ili od njega i zato se čine sjajnijim; delovi kanala su nejasni zbog kiše ili oblaka; neki delovi kanala su većeg prečnika, a drugi manjeg, što utiče na oblik munje.
Taj se atmosferski fenomen pojavljuje u obliku pokretne svetleće kugle od nekoliko desetina centimetara u prečniku. Kuglasta munja se obično pojavljuje tokom oluja, i to blizu tla, a može biti crvena, narandžasta ili žuta. Često je praćena pištećim zvukom i neobičnim mirisom. Traje samo nekoliko sekundi te iznenada nestaje, tiho ili uz eksploziju. Kuglaste munje ponekad mogu naneti štetu paljenjem ili kaljenjem. Njihova veza s običnim munjama nije poznata, kao ni njeni uzroci. Među objašnjenjima se spominje da je reč o vazduhu ili gasu koji se ponašaju neuobičajeno; o plazmi visoke gustoće; o vazdušnom vrtlogu koji sadrži svetleće gasove; o mikrotalasnoj radijaciji u oklopu od plazme.

### Nove vrste munja
U novije vreme otkrivena su tri nova tipa munja. One udaraju od vrha oblaka prema gore, u stratosferu i puno su ređe od onih prema tlu ili između oblaka. Prvi tip zovu Crvenim vilenjakom (engl. Red sprite). Ta je munja tamna i crvenkasta, traje nekoliko hiljaditih delova sekunde, a može biti široka kilometrima. Proteže se 50 do 90 km iznad oblaka. Drugi tip naziva se Plavi mlaz (engl. Blue jet). Reč je o plavoj, konusnoj provali energije puno sjajnijoj od Crvenog vilenjaka. Plavi mlaz udara iz centra oluje brzinom od 6.000 km/h i dopire 20 do 50 km iznad oblaka. Ove dve vrste munja prvi je put snimio američki fizičar Džon R. Vinklajer 1989. u Minesoti. Treći tip su munje koje se prostiru od oblaka do stratosfere. Zovu se Vilenjaci (engl. Elves), a otkrivene su 1995. godine. Imaju oblik tanjira ili krofne prečnika 400 km, a pojavljuju se oko 100 km iznad oblaka. Smatra se da su zelenkaste, ali toliko kratko traju (manje od 1/1000 sekunde) da im boja još nije precizno određena.

## Nastajanje
U olujnom nevremenu olujni su oblaci napunjeni elektricitetom poput velikih električnih kondenzatora, Gornji deo oblaka nabijen je pozitivno, a donji negativno. Naučnici se još nisu usuglasili kako zapravo nastaje ovo električno punjenje oblaka, ali pretpostavlja se da je to jedan od rezultata globalnog kruženja vode na Zemlji. U osnovnim crtama, kruženje vode uključuje evaporaciju i kondenzaciju. U procesu evaporacije voda isparava s površine Zemlje i u obliku pare podiže se u više slojeve atmosfere. Kako temperatura opada s visinom, i kako se u višim slojevima atmosfere nalaze tzv. kondenzacijske čestice (recimo zrnca prašine), vodena para kondenzira, ponovno se pretvara u kapljice vode i pada na Zemlju kao kiša ili sneg – ovisno o temperaturi vazduha. Dakako, celi je proces kruženja vode daleko složeniji.

### Električno punjenje
Kad se vlaga nakuplja u atmosferi, nastaju oblaci, koji mogu nositi milione vodenih kapljica i leda. Kako se procesi evaporacije i kondenzacije međusobno isprepliću, kondenzirane kapljice u oblacima neprestano se sudaraju s vodenom parom koja stiže s tla. Kapljice se s parom sudaraju i tokom padavina, jer dok se jedan deo vlage vraća na Zemlju, drugi isparava. Upravo tokom ovih sudara iz vodene se pare izbijaju elektroni, koji tako stvaraju električni napon. Kako do sudara dolazi u donjem delu oblaka, izbijeni elektroni ovde stvaraju negativan naboj (višak negativno nabijenih čestica). Vlaga, koja nakon sudara nastavlja put prema gornjim slojevima atmosfere odnosno oblaka, na vrh oblaka stiže s pozitivnim naponom – nedostaje joj elektron koji je izbijen u sudaru. Tako se na vrhu oblaka stvara višak pozitivnog naboja. Osim sudara, u procesu električnog nabijanja oblaka značajnu ulogu igra i zamrzavanje. Kako se vodena para podiže u hladnije slojeve i počinje se zamrzavati, deo koji se zamrzne postaje negativno nabijen, dok nezamrznuti deo ostaje pozitivno nabijen. Vazdušne struje mogu dalje odneti pozitivne čestice do vrha oblaka (lakše su!) i time dodatno ubrzati stvaranje viška pozitivnog napona. Izbijanjem elektrona i odvajanjem pozitivno nabijenih čestica vodene pare u oblaku nastaju razlike potencijala odnosno stvara se električno polje – prvi preduslov za nastajanje električnog pražnjenja.

### Električno pražnjenje
Što se oblaci više pune naponom, električno je polje sve jače. U nekom trenu postaće toliko jako da će se elektroni na površini Zemlje pokušati „odmaći“ – utisnuti dublje u Zemlju. To je rezultat odbijanja jednako nabijenih čestica. Kako se elektroni „povlače“ u unutrašnjost, tlo postaje sve jače pozitivno nabijeno. Oluja tako dovodi do naglog stvaranja električnog polja u oblaku i između oblaka i tla. Kad se stvori dovoljan višak naboja, to jest kad električno polje postane dovoljno jako ono će natjerati okolni vazduh da „pukne“. Ovo „pucanje“ zapravo je razdvajanje pozitivnih i negativnih čestica u zraku. Taj proces nazivamo ionizacija. Ionizacija ne označava višak nekog napona, već stanje u kojem su naponi razdvojeni. Drugim rečima, vazduh ne postaje nabijen, već se naponi u njegovim česticama međusobno razmiču. Ionizirani vazduh ima znatno veću električnu provodljivost. Kako se vazduh ne ionizira jednako na svim mestima, na delovima gde je ionizacija intenzivnija stvaraju se „staze“ – putevi kojima munje mogu lako „preskakati“. Da bi nastala munja potrebno je da električna staza stigne do tla i pronađe „uzemljenje“ – tačku ili predmet na kojem će se zaustaviti. Kad se to dogodi, sevnuće munja. Svetlost koju vidimo zapravo je rezultat električnog pražnjenja između oblaka i zemlje koje sledi put stvorene električne staze. Blesak munje koja se prostire od oblaka do tla čine dva osnovna udara (može ih biti i više zaredom): odvodni udar i povratni udar.

### Od oblaka do tla
U odvodnom udaru prvo negativni napon putuje do tla. Kreće se „koracima“ od 50 metara i pritom stvara nabijeno „korito“. Odvodni udar nije tako sjajan, često je stepenast te ima puno grana koje se šire iz glavnog kanala. Kad se približi tlu, pobuđuje suprotni napon koji se koncentriše u jednoj tački. Tako nastaje povratni udar koji istim koritom nosi pozitivni naboj od tla prema oblaku. Dva udara se sreću na visini od oko 50 m iznad tla. Na tački dodira dolazi do kratkog spoja između oblaka i tla. To rezultuje izuzetno bleštavim udarom visoke struje, koja istim kanalom putuje nazad do oblaka.

## Munje kroz istoriju
U srednjovjekovnoj Evropi zbog munja je biti zvonar u crkvi bilo izuzetno opasno. Tokom oluja s grmljavinom bio je običaj da se zvoni što jače jer se smatralo da će se time spriječiti da munje udare u vrh crkvenog tornja. Verovalo se da zvonjava rasteruje zle duhove koji vatrom žele uništiti crkvu, a mislilo se i da buka zvonjave lomi munje. O tome i danas svedoče natpisi „Fulgura frango“ (Ja lomim munje) na srednjovekovnim zvonima. Od 1753. Do 1786. godine u Francuskoj su munje 386 puta udarile u crkvene tornjeve. U navedenom razdoblju u Francuskoj su, nastojeći „slomiti“ munje zvonjavom, nastradala 103 zvonara. Znači da je skoro svaka treća munja koja je udarila u neku crkvu bila za nekoga kobna. Te katastrofalne brojke dovele su do toga da je francuska vlada 1786. zabranila zvonjavu tokom grmljavine.

## Zanimljivosti
- Godine 1998. munja je u Kongu pobila cijelu fudbalsku ekipu (11 igrača).
- Godine 1999. munja je u Koloradu povredila celu ekipu američkog fudbala.
- U munji ima puno energije: oko 250 kilovatsati. Ne zvuči puno, ali s tom količinom energije možete podići jednotonac 120 kilometara uvis.
- Nikolu Teslu zvali su i Gospodar Munja. Sasvim zasluženo jer je 1899. godine u Kolorado Springsu stvorio najdužu veštački izazvanu munju. Bila je duga 41 metar.
- Prema Ginisovoj knjizi rekorda, između 1942. i 1983. (kada je umro) munja je Roja „Duksa“ Salivana, bivšeg čuvara nacionalnog parka, pogodila sedam puta. Prvi put munja je prošla kroz njegovu nogu i otkinula mu nokat na nožnom palcu. Drugi put, 1969. godine, munja mu je spalila obrve i onesvestila ga. Sledeće godine nakon udara munje ostalo mu je rame oduzeto, 1972. munja mu je zapalila kosu pa je morao na glavu izliti kantu vode, 1973. munja ga je kroz šešir pogodila u glavu, zapalila mu kosu, izbacila ga iz kamioneta i skinula mu levu cipelu. U šestom udaru, 1976. ozleđen mu je članak. Zbog poslednje munje koja ga je pogodila 1977. završio je u bolnici s opekotinama na prsima i stomaku.

## Drveće i munje
Stabla su česti električni provodnici za munje, provodeći ih do tla. Budući da je biljni sok slab električni provodnik, njegov električni otpor uzrokuje snažno zagrejavanje, pretvaranje u paru i eksplozivno izbacivanje kore sa stabla. Ponekad se mogu oporaviti od udara munje. U retko naseljenim područjima, kao što je Daleki istok i Sibir, munje su glavni izvor šumskih požara.
Dva su najčešća stabla u koje udara munja: hrast i brest. Borovi, jele, smreke su isto često izloženi udaru munja, posebno zbog svoje visine. Za razliku od hrasta koji ima dosta plitki koren, crnogorična stabla imaju duboke korene, koji često idu ispod slojeva vode. Ukoliko se nalaze uz kuće i nadvisuju krovove, takva stabla mogu zaštiti kuću od udara munje.
Budući da jačina struje vrlo brzo raste kod munja, oko 40 000 Ampera u sekundi, onda dolazi do pojave „efekta kože”, pa električna struja putuje više spoljašnjim delovima stabla.

## Okamenjena munja
Ukoliko munja udari u peskovito tlo, pogotovo gde ima kvarca, javljaju se fulguriti ili okamenjena munja.

## Literatura
- Rakov, Vladimir A.; Uman, Martin A. (2003). Lightning: Physics and effects. Cambridge, England: Cambridge University Press. ISBN 978-0521583275.
- Uman, Martin A. (1986). All About Lightning. Dover Publications, Inc. стр. 103–110. ISBN 978-0-486-25237-7.
- Alex Larsen (1905). „Photographing Lightning With a Moving Camera”. Annual Report Smithsonian Institution. 60 (1): 119—127.
- André Anders (2003). „Tracking Down the Origin of Arc Plasma Science I. Early Pulsed and Oscillating Discharges”. IEEE Transactions on Plasma Science. 31 (4): 1052—1059. Bibcode:2003ITPS...31.1052A. OSTI 823201. doi:10.1109/TPS.2003.815476. This is also available at Anders, A. (2003). „Energy Citations Database (ECD)” (PDF). IEEE Transactions on Plasma Science. 31 (5): 1052—1059. Bibcode:2003ITPS...31.1052A. OSTI 823201. doi:10.1109/TPS.2003.815476. Приступљено 5. 9. 2008.
- Anna Gosline (maj 2005). „Thunderbolts from space”. New Scientist. 186 (2498): 30—34. Sample, in .PDF form, consisting of the book through page 20.
- The Mirror of Literature, Amusement. „The Mirror of Literature, Amusement and Instruction”. 12 (323)., July 19, 1828 The Project Gutenberg eBook (early lightning research)
- P.R. Field; W.H. Hand; G. Cappelluti;  . (novembar 2010). „Hail Threat Standardisation” (PDF). European Aviation Safety Agency. RP EASA.2008/5. Архивирано из оригинала (PDF) 7. 12. 2013. г.
- Cooray, Vernon (2014). An Introduction to Lightning. Springer Verlag. ISBN 978-94-017-8937-0. doi:10.1007/978-94-017-8938-7.

## Spoljašnje veze
- -{. „The Mirror of Literature, Amusement and Instruction”. 12 (323)., July 19, 1828
- , Skidaway Island Weather Center (2009)
- „Lightning”.  (на језику: енглески). 16 (11 изд.). 1911. стр. 673.
- How Lightning Works at HowStuffWorks
- Thunderstorms and Lightning na veb-sajtu  (језик: енглески)
- NOAA Lightning research
- European Cooperation for Lightning Detection
- WWLLN World Wide Lightning Location Network
- Bibliography of Fulgurites
- Image of lightning within a volcanic ash cloud